# Medalla de Rhodèsia
La Medalla de Rhodèsia (anglès: Rhodesia Medal) és una medalla de campanya britànica, creada a l'agost de 1980 per la Reina Elisabet II.
Va ser atorgada per almenys 14 dies de servei entre l'1 de desembre de 1979 i el 20 de març de 1980 als membres de les forces militars i de policia, així com als funcionaris que van participar en les tasques de la independència de Zimbàbue. Va ser iniciada pel govern britànic, en consultes i d'acord amb els d'Austràlia, Nova Zelanda, Fiji i Kenya, països que també van participar en l'Operació Agila (Operació Midford a Nova Zelanda) El paper de la força multinacional va ser mantenir la pau entre els 22.000 combatents de la guerrilla i les forces de Rhodèsia durant l'alto el foc portat a terme durant les eleccions de 1980. Cadascun dels països té la medalla com a part del seu propi sistema honorífic.
Se'n van atorgar 144.

## Disseny
Una medalla circular. A l'anvers apareix la imatge coronada de la Reina Elisabet II amb la inscripció "ElizabethII Dei Gratia REgina Fid Def" (Elisabet II Reina Per la gràcia de Déu Defensora de la Fe) A l'anvers apareix un antílop amb la inscripció "The Rhodesia Medal 1980". Penja d'una cinta blau cel amb tres franges centrals d'igual amplada, en vermell, blanc i blau.